# Jü Ťing
Jü Ťing (čínsky pchin-jinem Yú Jìng, znaky 于静; * 29. května 1985 Charbin) je čínská rychlobruslařka specializující se na krátké tratě 500 a 1000 m.
Ve Světovém poháru debutovala v roce 2008 na mítinku v čínském Čchang-čchunu, o rok dříve ale již získala bronzovou medaili na asijském mistrovství. Na následujících závodech v Naganu již vyhrála distanci 500 m a na dvojnásobné trati skončila druhá. V této sezóně se také zúčastnila Mistrovství světa ve sprintu v Moskvě, odkud si odvezla bronzovou medaili. O rok později startovala i na olympiádě ve Vancouveru, v závodě na 1 km skončila na 32. místě. V seriálu Světového poháru se začala výrazně prosazovat v sezóně 2011/2012, kdy vyhrála sedm závodů na 500 m a na této distanci zvítězila i v celkovém hodnocení. Na sprinterském světovém šampionátu 2012 v Calgary vybojovala zlatou medaili a překonala světové rekordy na trati 500 m a ve sprinterském čtyřboji. Na Mistrovství světa na jednotlivých tratích 2012 získala stříbrné medaile v závodech na 500 a 1000 m. Z Mistrovství světa ve sprintu 2013 si odvezla stříbrnou medaili, v následujícím roce sprinterský světový šampionát podruhé vyhrála. Na MS 2017 získala bronz v závodě na 500 m. Zúčastnila se Zimních olympijských her 2018, kde v závodě na 1000 m skončila na 17. místě a na poloviční distanci byla devátá.